# Hein ter Poorten

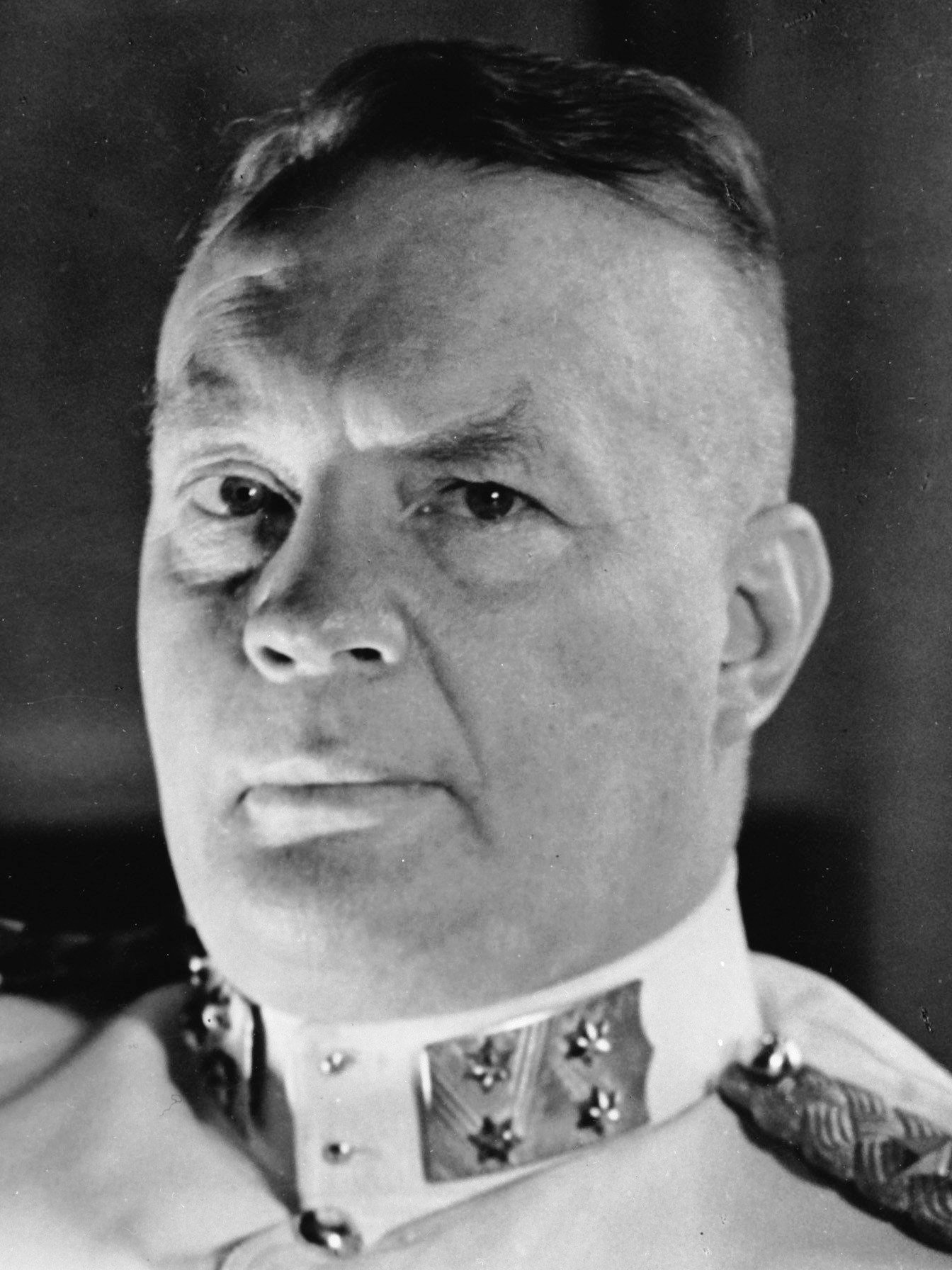
KNIL-Generalleutnant Hein ter Poorten

Hein ter Poorten (* 21. November 1887 in Buitenzorg auf Java; † 15. Januar 1968 in Den Haag, Niederlande) war ein Generalleutnant der niederländischen Armee.

## Leben
Nach dem Besuch der Kadettenschule in Alkmaar, die er am 25. Juli 1908 als Leutnant der KNIL verließ, diente ter Poorten in der Artilleriekonstruktionswerkstatt der Artillerie in Delft.
Kurz darauf erwachte sein Interesse für die militärische Luftfahrt. 1910 erwarb er die Lizenz als Ballonkommandant und richtete ein Ersuchen an den Kolonialminister, der oberster Befehlsherr der in den Niederlanden verbliebenen KNIL-Streitkräften war, ihn zur Fliegerausbildung zuzulassen. Der Minister gab dem Ersuchen statt und ter Poorten begann seine Ausbildung zuerst in Antwerpen an einer belgischen Flugschule und später in Frankreich. Als erster niederländischer Berufsoffizier erlangte er am 30. August 1911 den internationalen Flugschein, wobei er die Ausbildung privat finanzieren musste. In den nächsten Jahren sammelte er Flugerfahrung in vielen Manövern, bei denen er als Flieger teilnahm. Im Auftrag des Kolonialministers untersuchte er die Möglichkeit eine Fliegerstaffel der KNIL auf Java aufzustellen.
Im Februar 1913 kehrte ter Poorten nach Java zurück und diente vorerst wieder bei der Artillerie. Erst 1915 kam er wieder mit der Luftfahrt in Berührung, als er als Kommissionsleiter in die Vereinigten Staaten reiste, wo bei der Glenn L. Martin Company zwei Flugzeuge für die KNIL zum Einsatz bereit gemacht wurden.
Im Februar 1916 stürzte ter Poorten mit einem der gelieferten Glenn Martin Flugzeuge auf Java ab. Er selbst erlitt schwere Verletzungen, der mitgeflogene KNIL-Kommandant J. P. M. Michielsen kam dabei ums Leben. Daraufhin erhielt ter Poorten aus gesundheitlichen Gründen ein Flugverbot von vier Monaten auferlegt. Daher konnte er in der Folge die neu in Auftrag gegebenen Wasserflugzeuge für die KNIL in den USA nicht probefliegen. Damit war seine Karriere bei der Luftfahrt beendet und ter Poorten kehrte wieder in den Dienst der Artillerie zurück.
Hein ter Poorten besuchte ab 1919 in den Niederlanden die höhere Militärakademie in Den Haag und diente im Rang eines Obersts ab 1922 wieder auf Java. Er wurde dem Generalstab der KNIL zugewiesen, bei dem er zwischen 1926 und 1931, sowie zwischen 1933 und 1936 diente. Zum Schluss bekleidete er die Ämter eines Dienststellenleiters und Inspekteur der Artillerie als Generalmajor. 1939 folgte ter Poorten Generalleutnant G. J. Berenschot im Amt des Generalstabschefs. Nach einem Flugzeugabsturz, bei dem Berenschot am 13. Oktober 1941 ums Leben kam, übernahm er dessen Amt des Oberbefehlshabers aller Armeeeinheiten der KNIL auf Java und wurde zum Generalleutnant befördert.
Ter Poorten war für die Verteidigung Javas verantwortlich, nachdem die Japaner im Dezember 1941 mit der Invasion Südostasiens begonnen hatten. Dazu arbeitete er mit den alliierten Briten, Australiern und US-Amerikanern zusammen und war Stabsmitglied beim ABDACOM, das ihm die Führung aller Landstreitkräfte übergab. Ter Poortens Hauptquartier befand sich in Lembang auf West-Java.
Nachdem die japanische Armee am 1. März 1942 mit der Invasion Javas begonnen hatten und innerhalb weniger Tage die Alliierten an den Abgrund einer Niederlage brachten, besprach sich ter Poorten mit dem niederländischen Generalgouverneur Tjarda van Starkenborgh Stachouwer und begann anschließend Kapitulationsverhandlungen mit dem japanischen Generalleutnant Imamura Hitoshi, die mit der niederländischen Kapitulation am 9. März endeten.
Den Rest des Kriegs verbrachte Hein ter Poorten in verschiedenen japanischen Kriegsgefangenenlagern, zuerst auf Java, dann auf Taiwan und ab Oktober 1944 in der Mandschurei. Dort wurde er am 17. August 1945 befreit und kehrte in die Niederlande zurück.
Bis zu seinem Lebensende kämpfte Hein ter Poorten um die Anerkennung seiner Dienste für die Niederlande, da er immer wieder damit konfrontiert wurde, dass man ihn für die Kapitulation der KNIL auf Java verantwortlich machte. Er verstarb 1968 in 's-Gravenhage. Hein ter Poorten war zweimal verheiratet und hatte aus der ersten Ehe zwei Töchter.